# Kirsten Heisig
Kirsten Heisig, geborene Ackermann (* 24. August 1961 in Krefeld; † 28. Juni 2010 in Berlin), war eine deutsche Juristin und Autorin. Sie wurde als Initiatorin des Neuköllner Modells in der Strafverfolgung jugendlicher Täter bundesweit bekannt. Die Umstände des frühen Todes erregten großes öffentliches Interesse. Ihr Buch Das Ende der Geduld: Konsequent gegen jugendliche Gewalttäter erschien postum und stand mehrere Monate in der Bestsellerliste des Nachrichtenmagazins Der Spiegel.

## Leben und Wirken
Kirsten Ackermann lebte bis 1969 in ihrer Geburtsstadt Krefeld und anschließend, infolge der Trennung ihrer Eltern, bei einer ihrer Großmütter im Berliner Bezirk Wedding. Später zog sie wieder nach Krefeld und besuchte das Gymnasium Thomaeum im benachbarten Kempen, wo sie 1981 die Hochschulreife erwarb. Anschließend studierte sie an der Freien Universität Berlin Rechtswissenschaften.
Nach dem Zweiten Staatsexamen trat sie 1990 in den Berliner Justizdienst ein. Anfänglich war sie als Staatsanwältin für den Bereich Betäubungsmittelkriminalität tätig. Seit 1992 war sie als Richterin eingesetzt, zunächst für allgemeine Strafsachen, ein Jahr später für Jugendstraftaten. Sie arbeitete zunächst in den Bezirken Pankow und Friedrichshain-Kreuzberg. Seit 2008 war sie als Jugendrichterin am Amtsgericht Tiergarten für den Bezirk Neukölln (ca. 310.000 Einwohner) zuständig, in dem als Sozialer Brennpunkt die Rollbergsiedlung liegt. Um der hohen Kriminalitätsrate in diesem Bezirk zu begegnen, wo rund 40 Prozent mehr Straftaten begangen wurden als im Berliner Durchschnitt, initiierte sie mit einem Kollegen das Neuköllner Modell, das nach einer Probephase am 1. Juni 2010 in ganz Berlin eingeführt wurde.
Kirsten Heisig starb, vermutlich am 28. Juni 2010, im Alter von 48 Jahren durch Suizid. Sie war mit dem Oberstaatsanwalt Stefan Heisig verheiratet und lebte zuletzt getrennt von ihm. Sie war Mutter zweier Töchter.

### Neuköllner Modell
Kirsten Heisig wurde neben Stephan Kuperion bundesweit als Hauptinitiatorin des „Neuköllner Modells zur besseren und schnelleren Verfolgung von jugendlichen Straftätern“ (benannt nach ihrem Amtsbezirk Berlin-Neukölln) bekannt. Dies setzt vor allem auf vereinfachte Jugendstrafverfahren, in denen sich junge Täter bei kleineren Delikten möglichst schnell nach der Tat vor Gericht verantworten müssen, bevor oder damit sie nicht zu Schwellentätern werden. Es sind Delikte, für deren Ahndung maximal ein Arrest von vier Wochen in Betracht kommt. Die Gerichtsverhandlung soll spätestens innerhalb von drei bis fünf Wochen nach der Tat stattfinden. Die Schnelligkeit des Verfahrens soll in erster Linie eine erzieherische Wirkung erzielen. Eine wichtige Voraussetzung dafür ist eine enge Zusammenarbeit von Polizei, Staatsanwaltschaft und Gericht. Außerdem werden Täter-Opfer-Gespräche oder gemeinnützige Arbeit angeordnet. Das Konzept wurde beispielgebend für die Rechtsprechung in Berlin und gilt seit Juni 2010 für die ganze Stadt.
Heisig versuchte einen Ansatz von Elternarbeit derart, dass sie etwa Eltern, insbesondere Väter arabischer Schüler, zu Vorträgen und Besprechungen einlud. Es erschienen in der Regel die Funktionäre der Migranten-Gemeinden, Journalisten und Sozialpädagogen.

### Rezeption
Heisigs Ansichten und Vorschläge, die aufgrund ihres vier Wochen nach ihrem Tod erschienenen Erfolgsbuchs Das Ende der Geduld. Konsequent gegen jugendliche Gewalttäter in allen Medien diskutiert wurden, waren schon vorab durch Zeitschriftenartikel und Interviews in Presse und TV bekannt. Nach den anfänglich zahlreichen positiven Reaktionen auf das Buch erschienen auch einige kritische Beiträge.
Schon vor dem Erscheinen des Buchs, aufgrund eines Vorabdrucks im Spiegel, erschien in der Tageszeitung Neues Deutschland ein Artikel von Tobias Riegel, in dem dieser Heisig vorwirft, sie zeichne ein „düsteres Bild“, plädiere für „rassische Kriterien“, versperre den Weg für Lösungen; ihre Schrift helfe, so das Fazit, „ebenso wenig weiter, wie die eitlen Monologe eines Thilo Sarrazin“.
Im Februar 2009 hatte Spiegel Online recherchiert und berichtet, Kritik an Heisig sei erstaunlich selten. Safter Çınar vom Türkischen Bund Berlin-Brandenburg beanstandete, dass Heisig stark die kulturelle Herkunft der Straftäter thematisiere, nicht die Bildungsferne und die soziale Problematik. Çınar: „Wir hoffen, dass sie in der Rechtsprechung objektiver ist.“ Und manche Beobachter empfänden ihre Verhandlungsführung als zu persönlich. Gegenüber Angeklagten, auch gegenüber Zeugen, wirke Kirsten Heisig „oftmals eher wie eine strenge Mutter, nicht wie eine Richterin“.
Christian Pfeiffer, ehemaliger SPD-Justizminister von Niedersachsen und damaliger Leiter des Kriminologischen Forschungsinstituts Niedersachsen, zollt Heisig zwar für ihre Praxis „großen Respekt“, meint aber, sie sei in der Kriminologie nicht hinreichend bewandert und komme deshalb zu Fehleinschätzungen und unangemessenen kriminalpolitischen Forderungen. Ihre Thesen einer „schleichenden Brutalisierung“, die „primär den Migranten“ zuzurechnen sei, weist Pfeiffer zurück, ebenso ihre Empfehlung, in gravierenden Fällen kriminelle Kinder zeitweilig in geschlossenen Heimen unterzubringen. Pfeiffer bekennt sich abschließend zu der schon 1989 veröffentlichten Einstellung des Kriminologen Wolfgang Heinz: „Frühzeitige und einschneidende Eingriffe sind … gefährlich. Eine ‚Strategie des Zuwartens‘ zeitigt bessere Ergebnisse. Milde zahlt sich aus.“ Heisigs Buchtitel Das Ende der Geduld, resümiert Pfeiffer, sei genau die „falsche Botschaft“.
Dieser These widerspricht Werner Sohn von der Kriminologischen Zentralstelle Wiesbaden in einer mit Daten und Statistiken unterlegten Kritik der Position Pfeiffers. Sohn weist außerdem darauf hin, dass Heinz’ Empfehlung des „Zuwartens“ aus dem Jahre 1989 stammt und somit auf noch weiter zurückliegenden Forschungsergebnissen beruht. Die Art von Jugendkriminalität, etwa die Gruppe der Intensivtäter, mit der wir es heute zu tun haben, habe es damals gar nicht gegeben. Wer heute noch Milde und Zuwarten auch ihnen gegenüber fordere, empfehle „als Problemlösung, was das Problem erst zugespitzt hat“.
Ein halbes Jahr nach Einführung des Neuköllner Modells für alle Bezirke Berlins recherchierten die Zeit-Redakteure Christian Denso und Heinrich Wefing vor Ort und kamen zu dem Schluss: „Langsam, so scheint es, fällt das System zurück in den alten Trott. Die Antreiberin ist tot.“ Sie zitieren den Neuköllner SPD-Bürgermeister Heinz Buschkowsky: „Mein Eindruck ist: Business as usual hat wieder das Zepter übernommen.“ In Bayern werden Heisigs Konzepte umgesetzt. Nach einer Probephase in Bamberg wurde ab 1. April 2011 das beschleunigte Jugendstrafverfahren „auf die Staatsanwaltschaften Ansbach, Ingolstadt, München II und Würzburg ausgeweitet“.
Der Jugendrichter Andreas Müller, der mit Heisig befreundet war, stellt sich in seinem 2013 erschienenen Buch Schluss mit der Sozialromantik als Heisigs Nachfolger in der Sache dar.

### Filme
Güner Balci und Nicola Graef zeichneten in ihrem Dokumentarfilm Tod einer Richterin – Auf den Spuren von Kirsten Heisig das Leben und Wirken von Kirsten Heisig nach. Der Film wurde am 19. Mai 2011 in der Reihe Menschen hautnah des Westdeutschen Fernsehens ausgestrahlt.
Unter demselben Titel wie ihr Buch zeigte Das Erste am 19. November 2014 den Spielfilm Das Ende der Geduld mit Martina Gedeck in der Hauptrolle.

## Todesumstände
Die Umstände des Todes von Kirsten Heisig erregten öffentliches Interesse. Heisig arbeitete am Vormittag des 28. Juni 2010 letztmals im Amtsgericht Tiergarten. Am Morgen des 29. Juni 2010 erschien sie nicht zum Dienst. Am Tag darauf begann nach einer Vermisstenmeldung die polizeiliche Suche nach ihr. Die Berliner Justizsenatorin Gisela von der Aue (SPD) und Polizeisprecher erklärten, es gebe keine Anzeichen für eine Entführung oder sonstige Straftat. Heisigs Leiche wurde am Sonnabend, dem 3. Juli, im Tegeler Forst bei Berlin-Heiligensee an einem Baum erhängt aufgefunden. Bereits zweieinhalb Stunden nach dem Fund der Leiche gab die Justizsenatorin, nach eigener Aussage „um den Spekulationen ein Ende zu bereiten“, bekannt, Kirsten Heisig habe „offensichtlich Suizid“ begangen. Dies wurde in den nächsten Tagen durch die Staatsanwaltschaft, weitere amtliche Stellen und die Ergebnisse der Obduktion bestätigt. Näheres über die Todesumstände wurde nicht bekanntgegeben. Die restriktive Informationspolitik der Staatsanwaltschaft wurde in zahlreichen Internet-Foren immer wieder moniert, in den Leitmedien hingegen nur in der Neuen Zürcher Zeitung, wo es hieß, dass die bisher veröffentlichten „Umstände so fragwürdig sind, dass sich der Verdacht eines vertuschten Mordes nicht aus der Öffentlichkeit entfernen lässt“. Der mit Heisig befreundete Jugendrichter Andreas Müller geht von einem Suizid aus, da es zuvor bereits einen Versuch gegeben habe.
Der Publizist Gerhard Wisnewski erstritt schließlich vor dem letztinstanzlichen Oberverwaltungsgericht Berlin-Brandenburg die Aufhebung der strikten Nachrichtensperre der Staatsanwaltschaft zum 15. November 2010. Der Generalstaatsanwalt wurde verpflichtet, „dem Antragsteller Auskunft zu erteilen über die Todesursache und den Todeszeitpunkt von Frau Heisig, den Fundort und die Auffindesituation der Leiche, darüber, welche Fakten eine Fremdverursachung des Todes ausschließen und welche objektiven Anhaltspunkte für ein planvolles Vorgehen von Frau Heisig in Bezug auf ihren eigenen Tod sprechen“. Die Berliner Staatsanwaltschaft verfasste daraufhin einen vierseitigen Bericht, den sie am 18. November 2010 nicht nur, wie angewiesen, dem Antragsteller, sondern auch „aus Gründen der Gleichbehandlung“ der Presse generell zur Verfügung stellte. Er bestätigt den Suizid und enthält Details zur unmittelbaren Vorgeschichte sowie zur Auffindesituation, jedoch nicht zu den vom OVG-Beschluss unberührten Motiven der Selbsttötung.

## Nachrufe
- Christian Denso, Heinrich Wefing: Die Ruhestörerin. Was bleibt von Kirsten Heisig? In: Die Zeit, Nr. 28/2010
- Werner van Bebber, Sandra Dassler: Von unnachgiebiger Freundlichkeit. Morgens als Richterin, abends als Sozialarbeiterin. In: Tagesspiegel vom 4. Juli 2010
- Manuela Pfohl: Der Selbstmord eines Justiz-Stars. In: Stern vom 5. Juli 2010
- Wolfgang Bergmann: Die strenge Richterin Heisig war eine Zweiflerin. Welt Online, 4. Juli 2010
- Joachim Güntner: Erbe einer Richterin. In: NZZ vom 15. September 2010

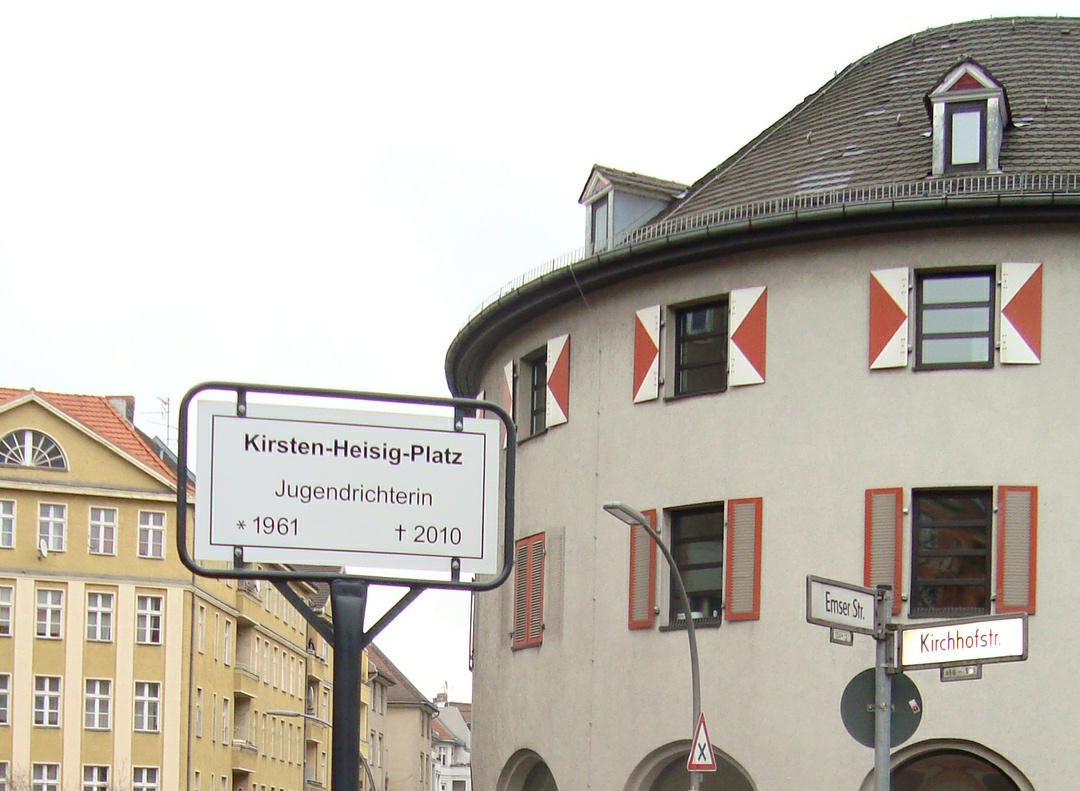
Kirsten-Heisig-Platz

## Ehrungen
- 2009: Bürgerinnenpreis Liberta der FDP[29]
- 2010: Bul le mérite des Bundes Deutscher Kriminalbeamter (postum)[30]
- 2016: Benennung eines Platzes an der Emser Straße nahe der Karl-Marx-Straße in Berlin-Neukölln[31]

## Schriften
- Praktischer Einblick in die Berliner Jugendgewaltkriminalität. Lösungsansätze auf dem Boden bereits geltenden Rechts am Beispiel des Risikobezirks Neukölln-Nord. In: Der Kriminalist 40, 2008. ISSN 0722-3501 (gekürzter Wiederabdruck in der Berliner Morgenpost)
- Kirsten Heisig: Angst ist ein schlechter Ratgeber. In: Der Spiegel. Nr. 29, 2010 (online).
- Das Ende der Geduld: Konsequent gegen jugendliche Gewalttäter. Herder, Freiburg 2010. ISBN 978-3-451-30204-6. (Platz 1 der Spiegel-Bestsellerliste vom 9. August bis zum 12. September 2010)